# Maximilian Mutzke
Maximilian Nepomuk Mutzke, más conocido como Max (Krenkingen, Baden-Wurtemberg, 21 de mayo de 1981), es un cantante y baterista alemán. En 2004 representó a Alemania en Festival de la Canción de Eurovisión.

## Carrera
Max Mutzke comenzó su carrera en una banda funk llamada Project Five. Ganó interés público en la primavera del 2004 cuando ganó el SSDSGPS (Stefan sucht den Super-Grand-Prix-Star), un concurso de talento organizado por Stefan Raab en su programa TV total. Más tarde lanzó su primer sencillo "Can't Wait Until Tonight" (también compuesta por Raab), que entró en las listas alemanas en el primer lugar el 22 de marzo del 2004 y eventualmente cumplió con las condiciones puestas para que Max fuera admitido dentro de la preselección alemana para el Festival de la Canción de Eurovisión 2004 como un comodín.
En el televoto del programa final el 19 de marzo del 2004 Max derrotó a los otros nueve competidores (incluyendo a artistas establecidos como Scooter o Sabrina Setlur). Una mayoría de 92.95% de todos los votos, lo hicieron el participante para la edición número 49 en el Festival de la Canción de Eurovisión en Estambul, donde terminó en octavo lugar con 93 puntos.
En adelante, el cantante regresó a la escuela y pasó sus últimos exámenes de la escuela preparatoria, antes de unirse con Raab una vez más para terminar su álbum homónimo en el verano del 2004. La grabación, una mezcla de funk, soul y pop en alemán y en inglés, debutó en el #1 de las listas de popularidad alemanas y del cual se desprendieron los sencillos "Schwarz Auf Weiß", "Spür Dein Licht" y "Catch Me If You Can". Desde mayo hasta junio del 2005 Max estuvo de gira en clubes alrededor de Alemania, Austria y Suiza, antes de empezar una gira con Katie Melua.
Después de Eurovisión, Mutzke ha compuesto para otros artistas y publicado cinco álbumes para el mercado de habla germana: Max Mutzke...aus dem Bauch (2007), Black Forest (2008), Home Work Soul (2010), Durch Einander (2012) y Max (2015).
En 2019 se proclamó vencedor de la edición alemana del concurso de televisión The masked singer.

## Discografía

### Álbumes
| Año  | Título            | Mejor posición | Mejor posición | Mejor posición |
| Año  | Título            | Alemania       | Austria        | Suiza          |
| ---- | ----------------- | -------------- | -------------- | -------------- |
| 2005 | Max Mutzke        | 1              | 18             | 12             |
| 2007 | ... Aus Dem Bauch | 11             | 40             | 57             |
| 2008 | Black Forest      | 52             | -              | -              |

### Sencillos
| Año  | Título                   | Mejor posición | Mejor posición | Mejor posición | Álbum                      |
| Año  | Título                   | Alemania       | Austria        | Suiza          | Álbum                      |
| ---- | ------------------------ | -------------- | -------------- | -------------- | -------------------------- |
| 2004 | Can't Wait Until Tonight | 1              | 2              | 4              | Max Mutzke                 |
| 2004 | Schwarz Auf Weiß         | 18             | 47             | 42             | Max Mutzke                 |
| 2005 | Spür Dein Licht          | 79             | -              | -              | Max Mutzke                 |
| 2005 | Catch Me If You Can      | -              | -              | -              | Max Mutzke                 |
| 2007 | Mein Automobil           | 28             | 48             | -              | ... Aus Dem Bauch          |
| 2007 | Denn Es Bist Du          | 79             | -              | -              | Lissi Und Der Wilde Kaiser |
| 2009 | Marie                    | 24             | 60             | -              | Black Forest               |
| 2009 | St. Petersburg           | -              | -              | -              | Black Forest               |